# Łubianka (województwo zachodniopomorskie)
Łubianka (niem. Breitebruch N.-M.) – wieś w Polsce położona w województwie zachodniopomorskim, w powiecie myśliborskim, w gminie Barlinek.
W latach 1975–1998 miejscowość administracyjnie należała do województwa gorzowskiego. Miejscowość leży przy drodze wojewódzkiej nr 151 łączącej Gorzów Wielkopolski z Barlinkiem.
Urodził się tu Ludwik Lipnicki (1947–2021) – polski biolog, poeta i prozaik. 